# Lista de treinadores do Sport Club Internacional
Este artigo contém uma lista em ordem cronológica, provavelmente incompleta, de treinadores do Sport Club Internacional.
Em seus primeiros anos, o Internacional foi comandado pelo capitão do time, sendo que o primeiro treinador não-atleta foi José Luís Godolfim.
Esta lista não contempla (provisoriamente) o nome dos treinadores que atuaram de forma interina.

## Por jogos[1]
| Pos | Local                      | Treinador      | Período(s)                                                    | J   | V   | E  | D  | Títulos                                                                                           | %     |
| --- | -------------------------- | -------------- | ------------------------------------------------------------- | --- | --- | -- | -- | ------------------------------------------------------------------------------------------------- | ----- |
| 1º  | Brasil · Rio de Janeiro    | Abel Braga     | 1988–1989, 1991, 1995, 2006–2007, 2007–2008, 2014 e 2020–2021 | 340 | 189 | 82 | 69 | Libertadores 2006, Mundial de Clubes 2006, Copa Dubai 2008, Gauchão 2008 e Gauchão 2014           | 63.63 |
| 2º  | Brasil · Rio Grande do Sul | Teté           | 1951–1957 e 1960                                              | 337 | 215 | 57 | 65 | Gauchão 1951, Gauchão 1952, Gauchão 1953 e Gauchão 1955                                           | 69,43 |
| 3º  | Brasil · Rio Grande do Sul | Cláudio Duarte | 1978–1979, 1981, 1990, 1991, 1994–1995, 2001 e 2002           | 306 | 167 | 84 | 55 | Gauchão 1978, Gauchão 1981, Gauchão 1991 e Gauchão 1994                                           | 63,72 |
| 4º  | Brasil · São Paulo         | Dino Sani      | 1971–1973 e 1983–1984                                         | 271 | 142 | 93 | 36 | Gauchão 1971, Gauchão 1972, Gauchão 1973 e Gauchão 1983                                           | 63,83 |
| 5º  | Brasil · São Paulo         | Rubens Minelli | 1974-1976                                                     | 225 |     |    |    | Campeonato Brasileiro 1975, Campeonato Brasileiro 1976, Gauchão 1974, Gauchão 1975 e Gauchão 1976 |       |
| 6º  | Brasil · Rio Grande do Sul | Celso Roth     | 1997-1998, 2002, 2010-2011 e 2016                             | 180 |     |    |    | Libertadores 2010 e Gauchão 1997                                                                  |       |
| 7º  | Brasil · São Paulo         | Muricy Ramalho | 2003 e 2004–2005                                              | 166 | 88  | 35 | 43 | Gauchão 2003 e Gauchão 2005                                                                       | 60,00 |
| 8º  | Brasil · Santa Catarina    | Odair Hellmann | 2017-2019                                                     | 122 | 65  | 28 | 29 |                                                                                                   | 60,92 |
| 9º  | Brasil · Rio Grande do Sul | Tite           | 2008-2009                                                     | 109 | 58  | 24 | 27 | Copa Sul-Americana 2008, Gauchão 2009 e Copa Suruga 2009                                          | 60,55 |
| 10º | Argentina                  | Eduardo Coudet | 2020 e 2023-2024                                              | 108 | 54  | 28 | 26 |                                                                                                   | 58,64 |
| 10º | Brasil · Rio Grande do Sul | Ênio Andrade   | 1979-1980, 1987-1988, 1990-1991 e 1993                        | 108 |     |    |    | Campeonato Brasileiro 1979                                                                        |       |

## Ordem cronológica
| Nº    | Treinador                     | Período                                                      | Títulos                                                                                 |  |
| ----- | ----------------------------- | ------------------------------------------------------------ | --------------------------------------------------------------------------------------- |  |
| 1º    | José Poppe                    | 1909                                                         |                                                                                         |  |
| 2º/3º | Carlos Kluwe Horácio Carvalho | 1910–1915                                                    |                                                                                         |  |
| 4º    | Ricardo Kluwe                 | 1916, 1919–1921, 1925                                        |                                                                                         |  |
| 5º    | Simão Alves                   | 1910–1915                                                    |                                                                                         |  |
| 6º    | Mário Cunha                   | 1918                                                         |                                                                                         |  |
| -     | Carlos Kluwe                  | 1919–1921                                                    |                                                                                         |  |
| 7º    | José Luís Godolfim            | 1922                                                         |                                                                                         |  |
| 8º    | Túlio Araújo                  | 1923                                                         |                                                                                         |  |
| 9º    | Carlos De Lorenzi             | 1923, 1931                                                   |                                                                                         |  |
| 10º   | Djalma Pacheco                | 1924                                                         |                                                                                         |  |
| 11º   | Luís Sales                    | 1926                                                         |                                                                                         |  |
| 12º   | Tito Arreguy                  | 1926                                                         |                                                                                         |  |
| 13º   | Edelberto Mendonça            | 1927                                                         | Gauchão 1927                                                                            |  |
| 14º   | Luís Augusto Correa Lima      | 1928                                                         |                                                                                         |  |
| 15º   | Manuel Travassos              | 1929                                                         |                                                                                         |  |
| 16º   | Jean Ryff                     | 1929, 1933–1934                                              |                                                                                         |  |
| 17º   | Miguel Genta                  | 1930, 1932                                                   |                                                                                         |  |
| 18º   | Mário de Abreu                | 1934, 1942                                                   | Gauchão 1934                                                                            |  |
| 19º   | Oscar Parrot                  | 1935                                                         |                                                                                         |  |
| 20º   | Milton Souto Mayor            | 1936                                                         |                                                                                         |  |
| 21º   | Innocencio Travassos Souto    | 1936                                                         |                                                                                         |  |
| 22º   | Bernardo de Souza Neto        | 1937                                                         |                                                                                         |  |
| 23º   | Abrahão Fernandes Bouças      | 1937, 1938                                                   |                                                                                         |  |
| 24º   | Isaac Goldenberg              | 1937                                                         |                                                                                         |  |
| 25º   | Orlando Cavedini              | 1939, 1940, 1941, 1942, 1944, 1944                           | Gauchão 1944                                                                            |  |
| 26º   | Benjamim Simões               | 1940                                                         |                                                                                         |  |
| 27º   | Rui Azevedo e Sousa           | 1940                                                         | Gauchão 1940                                                                            |  |
| 28º   | Artur Torriani                | 1941                                                         |                                                                                         |  |
| 29º   | Vormi Bocorni                 | 1941–1942, 1943, 1944                                        | Gauchão 1941                                                                            |  |
| 30º   | Ricardo Díez                  | 1942                                                         | Gauchão 1942                                                                            |  |
| 31º   | Oscar Daudt Filho             | 1943                                                         |                                                                                         |  |
| 32º   | Carlos Ribeiro da Silva       | 1943                                                         | Gauchão 1943                                                                            |  |
| 33º   | Abelard Jacques Noronha       | 1944, 1945, 1960, 1960                                       |                                                                                         |  |
| 34º   | Darío Letona                  | 1944, 1946                                                   |                                                                                         |  |
| 35º   | Hermínio de Brito             | 1945                                                         | Gauchão 1945                                                                            |  |
| 36º   | Carlos Volante                | 1946–1948                                                    | Gauchão 1947 e Gauchão 1948                                                             |  |
| 37º   | Felix Magno                   | 1949                                                         |                                                                                         |  |
| 39º   | Alfeu Cachapuz Batista        | 1949–1950                                                    |                                                                                         |  |
| 39º   | Alfredo González              | 1950                                                         | Gauchão 1950                                                                            |  |
| 40º   | Teté                          | 1951–1957, 1960, 1960                                        | Gauchão 1951, Gauchão 1952, Gauchão 1953 e Gauchão 1955                                 |  |
| 41º   | Gastão Leal                   | 1957                                                         |                                                                                         |  |
| 42º   | Martim Francisco              | 1958                                                         |                                                                                         |  |
| 43º   | Luís Engelke                  | 1958                                                         |                                                                                         |  |
| 44º   | Sylvio Pirillo                | 1959                                                         |                                                                                         |  |
| 45º   | Selviro Rodrigues             | 1959                                                         |                                                                                         |  |
| 46º   | João Carlos Cunha             | 1960–1961, 1963                                              |                                                                                         |  |
| 47º   | Sérgio Torres                 | 1961, 1964–1965, 1967, 1977                                  | Gauchão 1961                                                                            |  |
| 48º   | Carlos Froner                 | 1962                                                         |                                                                                         |  |
| 49º   | Pedro Ário Figueiró           | 1962, 1967                                                   |                                                                                         |  |
| 50º   | Fernando Brunelli             | 1963                                                         |                                                                                         |  |
| 51º   | Mendes Ribeiro                | 1963, 1966                                                   |                                                                                         |  |
| 52º   | Abílio dos Reis               | 1965                                                         |                                                                                         |  |
| 53º   | Larry Pinto de Faria          | 1965                                                         |                                                                                         |  |
| 54º   | Paulinho de Almeida           | 1966                                                         |                                                                                         |  |
| 55º   | Felix Magno                   | 1966                                                         |                                                                                         |  |
| 56º   | Oswaldo Rolla                 | 1968                                                         |                                                                                         |  |
| 57º   | Daltro Menezes                | 1968–1971, 1985                                              | Gauchão 1969 e Gauchão 1970                                                             |  |
| 58º   | Dino Sani                     | 1971–1973, 1983–1984                                         | Gauchão 1971, Gauchão 1972, Gauchão 1973 e Gauchão 1983                                 |  |
| 59º   | Rubens Minelli                | 1974–1976                                                    | Gauchão 1974, Gauchão 1975, Brasileiro 1975, Gauchão 1976 e Brasileiro 1976             |  |
| 60º   | Carlos Castilho               | 1977                                                         |                                                                                         |  |
| 61º   | Carlos Gainete                | 1977–1978, 1988                                              |                                                                                         |  |
| 62º   | Cláudio Duarte                | 1978–1979, 1981, 1990, 1991, 1994–1995, 2001, 2002           | Gauchão 1978, Gauchão 1978, Gauchão 1981, Gauchão 1991 e Gauchão 1994                   |  |
| 63º   | Zé Duarte                     | 1979                                                         |                                                                                         |  |
| 64º   | Ênio Andrade                  | 1979–1980, 1987–1988, 1990–1991, 1993                        | Brasileiro 1979                                                                         |  |
| 65º   | Mário Juliato                 | 1981                                                         |                                                                                         |  |
| 66º   | Ernesto Guedes                | 1982–1983, 1990                                              | Gauchão 1982                                                                            |  |
| 67º   | Otacílio Gonçalves            | 1984–1985, 1986, 1998                                        | Gauchão 1984 e Torneio Heleno Nunes 1984                                                |  |
| 68º   | Paulo César Carpegiani        | 1985, 1989                                                   |                                                                                         |  |
| 69º   | Homero Cavalheiro             | 1986–1987                                                    |                                                                                         |  |
| 70º   | Chiquinho                     | 1988                                                         |                                                                                         |  |
| 71º   | Abel Braga                    | 1988–1989, 1991, 1995, 2006–2007, 2007–2008, 2014, 2020–2021 | Libertadores 2006, Mundial de Clubes 2006, Copa Dubai 2008, Gauchão 2008 e Gauchão 2014 |  |
| 72º   | Bráulio Barbosa de Lima       | 1989                                                         |                                                                                         |  |
| 73º   | Carbone                       | 1989                                                         |                                                                                         |  |
| 74º   | Levir Culpi                   | 1990                                                         |                                                                                         |  |
| 75º   | Valdir Espinosa               | 1990                                                         |                                                                                         |  |
| 76º   | Orlando Bianchini             | 1990                                                         |                                                                                         |  |
| 77º   | Antônio Lopes                 | 1992–1993, 1994                                              | Gauchão 1992 e Copa do Brasil 1992                                                      |  |
| 78º   | Paulo Roberto Falcão          | 1993–1994, 2011, 2016                                        | Gauchão 2011                                                                            |  |
| 79º   | Procópio Cardoso              | 1994                                                         |                                                                                         |  |
| 80º   | Pedro Rocha                   | 1996                                                         |                                                                                         |  |
| 81º   | Nelsinho Baptista             | 1996                                                         |                                                                                         |  |
| 82º   | Elías Figueroa                | 1996                                                         |                                                                                         |  |
| 83º   | Celso Roth                    | 1997–1998, 2002, 2010–2011, 2016                             | Gauchão 1997 e Libertadores 2010                                                        |  |
| 84º   | Cassiá                        | 1998                                                         |                                                                                         |  |
| 85º   | Paulo Autuori                 | 1999                                                         |                                                                                         |  |
| 86º   | Valmir Louruz                 | 1999                                                         |                                                                                         |  |
| 87º   | Emerson Leão                  | 1999                                                         |                                                                                         |  |
| 88º   | Zé Mario                      | 2000–2001                                                    |                                                                                         |  |
| 89º   | Carlos Alberto Parreira       | 2001                                                         |                                                                                         |  |
| 90º   | Ivo Wortmann                  | 2002                                                         |                                                                                         |  |
| 91º   | Guto Ferreira                 | 2002, 2017                                                   | Gauchão 2002                                                                            |  |
| 92º   | Muricy Ramalho                | 2003, 2004–2005                                              | Gauchão 2003 e Gauchão 2005                                                             |  |
| 93º   | Lori Sandri                   | 2004                                                         | Gauchão 2004                                                                            |  |
| 94º   | Joel Santana                  | 2004                                                         |                                                                                         |  |
| 95º   | Alexandre Gallo               | 2007                                                         | Recopa Sul-Americana 2007                                                               |  |
| 96º   | Tite                          | 2008–2009                                                    | Sul-Americana 2008, Gauchão 2009 e Copa Suruga 2009                                     |  |
| 97º   | Mário Sérgio                  | 2009                                                         |                                                                                         |  |
| 98º   | Jorge Fossati                 | 2010                                                         |                                                                                         |  |
| 99º   | Dorival Júnior                | 2011–2012                                                    | Recopa Sul-Americana 2011 e Gauchão 2012                                                |  |
| 100º  | Fernandão                     | 2012                                                         |                                                                                         |  |
| 101º  | Dunga                         | 2013                                                         | Gauchão 2013                                                                            |  |
| 102º  | Clemer                        | 2013                                                         |                                                                                         |  |
| 103º  | Diego Aguirre                 | 2015, 2021                                                   | Gauchão 2015                                                                            |  |
| 104º  | Argel Fucks                   | 2015–2016                                                    | Recopa Gaúcha 2016 e Gauchão 2016                                                       |  |
| 105º  | Lisca                         | 2016                                                         |                                                                                         |  |
| 106º  | Antônio Carlos Zago           | 2017                                                         | Recopa Gaúcha de 2017                                                                   |  |
| 107º  | Odair Hellmann                | 2017–2019                                                    |                                                                                         |  |
| 108º  | Zé Ricardo                    | 2019                                                         |                                                                                         |  |
| 109º  | Eduardo Coudet                | 2020, 2023-2024                                              |                                                                                         |  |
| 110º  | Miguel Ángel Ramírez          | 2021                                                         |                                                                                         |  |
| 111º  | Alexander Medina              | 2022                                                         |                                                                                         |  |
| 112º  | Mano Menezes                  | 2022–2023                                                    |                                                                                         |  |
| 113º  | Roger Machado                 | 2024–                                                        | Gauchão 2025                                                                            |  |